# Saison 1 de Kuruluş: Osman
Chronologie
Saison 2
Cet article présente le guide de la première saison de la série télévisée turque Kuruluş: Osman.

## Distribution

### Acteurs principaux
- Burak Özçivit : Osman Bey
- Özge Törer : Râbi'a Bala Hâtun (tr)
- Yiğit Uçan : Boran Alp
- Ragıp Savaş : Dündar Bey
- Eren Vurdem : Konur Alp[1]
- Alma Terzić : Princesse Sofia

### Acteurs récurrents
- Didem Balçın : Selçan Hatun[1]
- Emre Basalak : Gündüz Bey
- Buse Arslan Akdeniz : Aygül Hatun
- Eren Hacısalihoğlu : Batur Alp
- Açelya Özcan : Ayşe Hatun[2]
- Yeşim Ceren Bozoğlu : Hazal Hatun
- Ayşegül Günay Demir : Zöhre Hatun
- Seda Yıldız : Sheikh Edébali
- Nurettin Sönmez : Bamsı Beyrek[3]
- Emel Dede : Gonca Hatun
- Celal Al Nebioğlu : Abdurrahman Gâzi
- Burak Çelik : Kongar / Göktug Alp
- İsmail Hakkı Ürün : Samsa Çavuş
- Yurdaer Okur : Commandant Balgay
- Tuğrul Çetiner : Efendi Yannis
- Saruhan Hünel : Alişar Bey
- Çağrı Şensoy : Cerkutay
- Abdül Süsler : Kalanoz
- Atılgan Gümüş : commandant Böke
- Ayşen Gürler : Helen
- Uğur Aslan : Nizamettin
- Ömer Ağan : Saltuk Alp
- Atilla Guzel : Ayaz Alp
- Tolga Accaya : Dumrul Alp
- Latif Koru : Prince Salvador / Seddiq
- Aslıhan Karalar : Burçin Hatun
- Akbarxo'ja Rasulov : Noyan Subutay
- Şevket Çapkınoğlu : Megala
- Burak Sarımola : Andreas
- Sercan Sert : Theokoles
- Mehmet Sabri Arafatoğlu : Demirci Bey
- Murat Karak : Şahin Bey
- Volkan Basaran : Zorba Alp
- Eray Turk : Melek
- Nizamettin Özkaya : Alexis
- Alican Albayrak : Huan
- Muammer Çagatay keser : Kiliç Alp
- Kani Katkici : Erkut Alp
- Mete Deran : Çetin Alp
- Ercan Kabadayi : Bobac Alp
- Kaya Demirkiran : Demirbüken Alp
- Kadir Terzi : Kanturali Alp
- Kadir Polatçi : Yaman Alp
- Fatih Osmanlı : Sancar Alp
- Ahmet Kılıç : Zülfikar Derviş
- Ali Sinan Demir : Tursun Derviş
- Abidin Yerebakan : Akça Derviş

### Invités
- Serdar Gökhan : Suleyman Shah
- Sezgin Erdemir : Sungurtekin Gazi / Hristo
- Çağkan Çulha : Bahadır Bey
- Serkan Tatar : Pehlivan Derviş
- Serhan Onat : Aybars Alp
- Yaşar Aydınlıoğlu : Tekfur Yorgopolos
- Hazal Adiyaman : Princesse Adelfa
- Selin Deveci : Aybüke Hatun
- Kuzey Yücehan : commandant Toni

## Résumé de la saison
10 ou 15 ans après la guerre Berké Khan-Hulagu, Ertuğrul Gâzi se rend à Konya et laisse son frère, Dündar Bey, responsable de sa tribu. Dündar est facilement persuadé par d'autres de commettre leurs méfaits, il tombe dans le piège du sournois Selçuk Sançak Bey, Alişar et l'impitoyable princesse de Kulucahisar, Sofia, qui cherche à tuer tous les Turcs. Osman, le neveu de Dündar, peut voir à travers les plans d'Alişar et de Sofia et le met en garde contre eux, malgré son refus d'écouter. Alors qu'ils continuent à accroître la tension contre les Kayı, Gaykhatu envoie le commandant Balgay pour causer plus de problèmes et empêcher les Kayı, en particulier Osman, de se rebeller contre les Mongols. Dündar, qui s'incline pour que les Mongols deviennent le Sançak Bey, ne peut pas voir la colère d'Alişar face à sa position qui lui est cédée et il le croit quand Alişar accuse Osman pour le meurtre de son fils. Peu de temps après, avec la menace de Kulucahisar, Dündar est montré la vérité, Alişar est décapité par Osman et ce dernier a épousé son grand amour, Bala Hatun. À la suite de cela, après de nombreuses difficultés, Balgay est tué tandis que Kulucahisar est conquis par les Kayı avec la mort de Sofia dans le processus.

## Production
La saison a été écrite et produite par Mehmet Bozdağ et dirigée par Metin Günay. Le thème musical est d'Alpay Göktekin et Zeynep Alasya.

### Tournage
Il a été filmé dans un plateau installé à Riva, Beykoz (tr),. Une partie distincte du lieu de tournage était réservée aux chevaux et aux animaux de la série, où ils vivaient dans un environnement naturel et étaient pris en charge par leurs instructeurs. Sur le lieu de tournage de la série, d'immenses châteaux, auberges, bains, mosquées et églises ont été méticuleusement construits dans les moindres détails. Au moment où la série a été filmée pour la première fois, 60 équipes distinctes de charpentiers travaillaient sur le plateau, le plus grand d'Europe et 1 500 personnes travaillaient fébrilement pour la première saison. Dans la série, un lac artificiel de 800 mètres a été transformé en une immense rivière.

### Casting
Au début, lorsque la série s'appelait Diriliş: Osman, Aslıhan Karalar, l'actrice qui jouait Burçin Hatun, était censée jouer le rôle de Malhun Hatun,, qui n'apparaissait même pas dans cette saison. La pensée a été établie en raison du fait que Malhun Hatun était la première femme d'Osman Ier selon l'histoire et qu'Aslıhan Karalar était la première jeune actrice à avoir rejoint la série. Cependant, dans la série, la première épouse d'Osman est Bala Hatun et elle a été jouée par l'actrice Özge Törer, cela n'a été cru qu'après la sortie du premier épisode de la série.

### Musique
Le thème musical est d'Alpay Göktekin et Zeynep Alasya. Göktekin est malheureusement décédé le 5 mai 2020, donc, ne pouvait donc composer la musique que pour la première saison de la série.

## Sortie
La première bande-annonce de la saison est sorti le 14 octobre 2019. La seconde a été lancée le 24 octobre 2019 et les fans attendaient que la nouvelle série soit enfin diffusée le 20 novembre 2019 sur ATV (Turquie).

### Accueil
La série a été bien accueillie en Turquie. En décembre 2019, Kuruluş: Osman a attiré un public record sur ATV, lors de son quatrième week-end de diffusion, le 4e épisode de la série a enregistré une cote nationale de 14,46.

## Épisodes
1. Établissement Osman (Kuruluş Osman)[10]
2. Heure d'établissement (Kuruluş Vakti)[11]
3. Feu de fondation (Kuruluş Atesi)[12]
4. Signifie patrie (Vatan Demek)[13]
5. Légende de l'organisation (Kuruluş Destani)[14]
6. Cette maison est la nôtre (Bu Yurt Bizim)[15]
7. Fondation Osman Time (Kuruluş Osman Vakti)[16]
8. Le but de la Turquie (Türkün Gayesi)[17]
9. Justice (Adalet)[18]
10. Sehitler Askina (Sehitler Askina)[19]
11. Turc moyen (Türk Demek)[20]
12. Osman Bey (Osman Bey)[21]
13. Patrie (Vatan)[22]
14. Mourir un Turc (Türk Ölmak)[23]
15. Les martyrs ne meurent pas (Sehitler Ölmez)[24]
16. La capitulation turque ne meurt pas (Türk Teslim Ölmaz)[25]
17. Une nouvelle commande (Yeni Bir Nizam)[26]
18. Nous serons un (Bir Olacagiz)[27]
19. Nous réussirons (Basaracagiz)[28]
20. Nous écrirons des épopées (Destanlar Yazacağız)[29]
21. Esprit de la Fondation (Kuruluş Ruhu)[30]
22. Fais de beaux rêves (Kutlu Rüya)[31]
23. Bonne route (Kutlu Yol)[32]
24. La victoire appartient à la nation (Zafer Milletindir)[33]
25. Notre pays (Bizim Vatanımız)[34]
26. Notre amour patrie (Vatan Sevdamız)[35]
27. Jour de la victoire (Zafer Günü)[36]